# ملبورن، ایست رادینگ آو یورک‌شر
ملبورن (به انگلیسی: Melbourne) یک روستا و محله مدنی در بریتانیا است که در East Riding of Yorkshire واقع شده‌است. ملبورن ۷۹۳ نفر جمعیت دارد.